# محمود ضمرة
محمود عوض توفيق ضمرة ويُكنى «أبو عوض» (وُلد في الزرقاء في 26 مايو 1961) قائد عسكري وسياسي فلسطيني، شارك في كافة معارك الثورة الفلسطينية، وهو القائد السابق لقوات أمن الرئاسة الفلسطينية المعروفة باسم الحرس الرئاسي الفلسطيني.

## نشأته
ولد محمود عوض توفيق ضمرة بتاريخ 26 مايو 1961 في مدينة الزرقاء الأردنية لعائلة فلسطينية نزحت من قرية مزارع النوباني في الضفة الغربية.

## حياته العسكرية
التحق محمود ضمرة بصفوف الثورة الفلسطينية وحركة فتح عام 1974، وتدرب في معسكرات سوريا، ثم أصبح لاحقًا قائدًا لمحور صيدا في كتيبة الجرمق. شارك في كافة معارك الثورة الفلسطينية، لاسيما معارك اجتياح لبنان عام 1982، وأصيب إصابة قاتلة أثناء حصار مخيمي صبرا وشاتيلا، وفقد خلالها إحدى عينيه.
انتقل بعدها مع قوات منظمة التحرير الفلسطينية إلى تونس إلى أن عاد إلى فلسطين مع قيام السلطة الوطنية الفلسطينية. اعتبرته إسرائيل أحد أهم المطلوبين لها لنشاطاته العسكرية خلال انتفاضة الاقصى، وقد حوصر في مقر الرئاسة الفلسطينية في رام الله مع ياسر عرفات لعدة سنوات إلى أن توفي عرفات عام 2004.
في 6 مايو 2006، تولى ضمرة منصب قائد قوات الأمن الرئاسي الفلسطيني بعد أن كلفه الرئيس الفلسطيني محمود عباس بذلك.

## اعتقاله والإفراج عنه
في 5 سبتمبر 2006، اعتقلت إسرائيل اللواء ضمرة قائد الحرس الرئاسي الفلسطيني وذلك على حاجز عطارة في الضفة الغربية، وفي 30 ديسمبر 2010 حكمت عليه المحكمة الإسرائيلية العسكرية بالسجن لمدة 15 عامًا بتهمة الاشتراك في قتل إسرائيليين خلال الانتفاضة الفلسطينية عام 2000، لكن أفرج عنه عام 2011 ضمن صفقة شاليط.

## حياته السياسية
في 28 ديسمبر 2011، أصدر الرئيس الفلسطيني محمود عباس مرسومًا رئاسيًا يقضي بتعيين اللواء ضمرة بمنصب مساعد مستشار رئيس السلطة الوطنية الفلسطينية لشؤون المحافظات. وفي 4 ديسمبر 2016، أصبح ضمرة عضوًا في المجلس الثوري الفلسطيني بعد أن فاز بانتخابات المجلس.